# Ernest Julius Wilczynski
Ernest Julius Wilczynski (13 novembre 1876 - 14 septembre 1932) est un mathématicien américain considéré comme le fondateur de la géométrie différentielle projective.

## Biographie
Né à Hambourg, en Allemagne, la famille de Wilczynski émigre en Amérique et s'installe à Chicago, dans l'Illinois, alors qu'il est très jeune. Il fréquente une école publique aux États-Unis, mais va à l'université en Allemagne et obtient son doctorat de l'Université de Berlin en 1897. Il enseigne à l'Université de Californie jusqu'en 1907, à l'Université de l'Illinois de 1907 à 1910 et à l'Université de Chicago de 1910 jusqu'à ce que la maladie l'oblige à s'absenter de la classe en 1923. Il a comme doctorants Archibald Henderson, Ernest Preston Lane, Pauline Sperry, Ellis Stouffer et Charles Thompson Sullivan.

## Publications
- Géométrie différentielle projective des courbes et des surfaces réglées, Leipzig, Teubner 1906
- Géométrie différentielle projective des surfaces courbes, Parties I à V, Transactions American Mathematical Society
  - vol. 8, 1907, partie I, p. 223–260
  - vol. 9, 1908, partie II, p. 79–120DOI 10.1090/S0002-9947-1908-1500804-6  ; Partie III, p. 293–315DOI 10.1090/S0002-9947-1908-1500815-0
  - vol. 10, 1909, partie IV, p. 176–200DOI 10.1090/S0002-9947-1909-1500833-3  ; Partie V, p. 279–296DOI 10.1090/S0002-9947-1909-1500839-4